# 6 uur van Fuji
De 6 uur van Fuji, voorheen de 1000 kilometer van Fuji, is een race uit het FIA World Endurance Championship. De race vindt plaats op de Fuji Speedway. De eerste editie vond in 1967 plaats, en de eerste race in het kader van het WEC werd in 2012 gehouden.

## Geschiedenis
In 1967 werd de 1000 kilometer van Fuji voor het eerst gehouden. In 1977 werd de race opgenomen in de Fuji Long Distance Series, een kampioenschap dat dat jaar werd opgericht. Vanaf 1985 was de race onderdeel van het All-Japan Sports Prototype Championship. Tussen 1993 en 1998 werd de race niet georganiseerd. In 1999 werd nieuw leven ingeblazen om meer interesse te wekken voor een eventuele Asian Le Mans Series, die er op dat moment niet kwam. In 2007 werd de volgende editie gehouden in het kader van de Japan Le Mans Challenge, dat slechts twee seizoenen kende. Vanaf 2012 wordt de race gehouden als een evenement in het FIA World Endurance Championship, alhoewel de lengte werd gewijzigd van 1000 kilometer naar 6 uur.
Tussen 1982 en 1992 werd, met uitzondering van 1990, een tweede race van 1000 kilometer op Fuji gehouden onder de naam "WEC in Japan". Deze race werd tussen 1982 en 1988 georganiseerd in het kader van het World Sportscar Championship en tussen 1983 en 1992 in het kader van het All-Japan Sports Prototype Championship. Zodoende had dit evenement een aantal jaren een plaats in de kalender van beide kampioenschappen.

## Winnaars
| Jaar       | Winnaars                                         | Team                               | Auto                               | Tijd/Afstand                       | Verslag                            |                                    |
| ---------- | ------------------------------------------------ | ---------------------------------- | ---------------------------------- | ---------------------------------- | ---------------------------------- | ---------------------------------- |
| 1967       | Yoshio Otsubo Shihomi Hosoya                     | onbekend                           | Toyota 2000GT                      | 1000 km                            | Verslag                            |                                    |
| 1968       | Hiroshi Fushida Mitsumasa Kanie                  | onbekend                           | Toyota 7                           | 1000 km                            | Verslag                            |                                    |
| 1969       | Hiroshi Fushida Yoshio Otsubo                    | onbekend                           | Toyota 7                           | 1000 km                            | Verslag                            |                                    |
| 1970       | Motoharu Kurosawa Kunimitsu Takahashi            | onbekend                           | Datsun 240Z                        | 1000 km                            | Verslag                            |                                    |
| 1971       | Yoshimasa Kawaguchi Yoshifumi Kikura             | onbekend                           | Porsche 910                        | 1000 km                            | Verslag                            |                                    |
| 1972       | Kiyoshi Misaki Nobuhide Tachi                    | onbekend                           | Toyota Sprinter Trueno             | 1000 km                            | Verslag                            |                                    |
| 1973       | Kiyoshi Misaki Harukuni Takahashi                | onbekend                           | Toyota Celica                      | 1000 km                            | Verslag                            |                                    |
| 1974       | Hiroshi Fushida Harukuni Takahashi               | onbekend                           | Chevron B21-Ford                   | 1000 km                            | Verslag                            |                                    |
| 1975       | Nobuhide Tachi Haruhito Yanagida                 | onbekend                           | March 73S-BMW                      | 1000 km                            | Verslag                            |                                    |
| 1976       | Fumiyasu Sato Tetsuji Ozasa                      | onbekend                           | March 73S-BMW                      | 1000 km                            | Verslag                            |                                    |
| 1977       | Yoshimi Katayama Takashi Yorino                  | Katayama Racing                    | March 76S-BMW                      | 1000 km                            | Verslag                            |                                    |
| 1978       | Yoshimi Katayama Tsunehisa Asai                  | Katayama Racing                    | March 75S-BMW                      | 1000 km                            | Verslag                            |                                    |
| 1979       | Hiroshi Fushida Richard Thomas Geck              | Fushida Racers                     | Chevron B36-Mazda                  | 1000 km                            | Verslag                            |                                    |
| 1980       | Keiichi Suzuki Mutsuaki Sanada                   | Sanada Racing                      | Chevron B36-BMW                    | 1000 km                            | Verslag                            |                                    |
| 1981       | Naohiro Fujita Fumiyasu Sato Tetsuji Ozasa       | Racing Mate Project Team           | March 73S-Mazda                    | 1000 km                            | Verslag                            |                                    |
| 1982       | Naoki Nagasaka Fumiyasu Sato                     | Auto Beaurex Motor Sports          | BMW M1                             | 1000 km                            | Verslag                            |                                    |
| 1983       | Naohiro Fujita Vern Schuppan                     | Trust Racing Team                  | Porsche 956                        | 1000 km                            | Verslag                            |                                    |
| 1984       | Kaoru Iida Taku Akikake                          | Team Taku                          | Mazda 83C                          | 1000 km                            | Verslag                            |                                    |
| 1985       | Keiichi Suzuki Vern Schuppan                     | Trust Racing Team                  | Porsche 956                        | 1000 km                            | Verslag                            |                                    |
| 1986       | Kunimitsu Takahashi Kenji Takahashi              | Advan Sports Nova                  | Porsche 962C                       | 1000 km                            | Verslag                            |                                    |
| 1987       | Alan Jones Masanori Sekiya Geoff Lees            | Toyota Team TOM'S                  | Toyota 87C                         | 1000 km                            | Verslag                            |                                    |
| 1988       | Kris Nissen Bruno Giacomelli                     | Leyton House Racing Team           | Porsche 962C                       | 1000 km                            | Verslag                            |                                    |
| 1989       | Keiji Matsumoto Vern Schuppan Eje Elgh           | Omron Racing                       | Porsche 962C                       | 1000 km                            | Verslag                            |                                    |
| 1990       | Roland Ratzenberger Naoki Nagasaka               | Toyota Team SARD                   | Toyota 89C-V                       | 1000 km                            | Verslag                            |                                    |
| 1991       | Kazuyoshi Hoshino Toshio Suzuki                  | Nissan Motorsports                 | Nissan R91CP                       | 1000 km                            | Verslag                            |                                    |
| 1992       | Kazuyoshi Hoshino Toshio Suzuki                  | Nissan Motorsports                 | Nissan R92CP                       | 1000 km                            | Verslag                            |                                    |
| 1993- 1998 | Niet gehouden                                    | Niet gehouden                      | Niet gehouden                      | Niet gehouden                      | Niet gehouden                      | Niet gehouden                      |
| 1999       | Érik Comas Satoshi Motoyama Masami Kageyama      | NISMO                              | Nissan R391                        | 1000 km                            | Verslag                            |                                    |
| 2000- 2006 | Niet gehouden                                    | Niet gehouden                      | Niet gehouden                      | Niet gehouden                      | Niet gehouden                      | Niet gehouden                      |
| 2007       | Hideki Noda Shinsuke Yamazaki                    | Hitotsuyama Racing                 | Zytek 04S                          | 1000 km                            | Verslag                            |                                    |
| 2008- 2011 | Niet gehouden                                    | Niet gehouden                      | Niet gehouden                      | Niet gehouden                      | Niet gehouden                      | Niet gehouden                      |
| 2012       | Alexander Wurz Nicolas Lapierre Kazuki Nakajima  | Toyota Racing                      | Toyota TS030 Hybrid                | 6:00:42                            | Verslag                            |                                    |
| 2013       | Alexander Wurz Nicolas Lapierre Kazuki Nakajima  | Toyota Racing                      | Toyota TS030 Hybrid                | 2:56:05                            | Verslag                            |                                    |
| 2014       | Sébastien Buemi Anthony Davidson                 | Toyota Racing                      | Toyota TS040 Hybrid                | 6:00:39                            | Verslag                            |                                    |
| 2015       | Timo Bernhard Mark Webber Brendon Hartley        | Porsche Team                       | Porsche 919 Hybrid                 | 6:00:25                            | Verslag                            |                                    |
| 2016       | Stéphane Sarrazin Mike Conway Kamui Kobayashi    | Toyota Gazoo Racing                | Toyota TS050 Hybrid                | 6:00:37                            | Verslag                            |                                    |
| 2017       | Sébastien Buemi Anthony Davidson Kazuki Nakajima | Toyota Gazoo Racing                | Toyota TS050 Hybrid                | 4:24:50                            | Verslag                            |                                    |
| 2018       | Mike Conway Kamui Kobayashi José María López     | Toyota Gazoo Racing                | Toyota TS050 Hybrid                | 6:00:21                            | Verslag                            |                                    |
| 2019       | Sébastien Buemi Brendon Hartley Kazuki Nakajima  | Toyota Gazoo Racing                | Toyota TS050 Hybrid                | 6:00:30                            | Verslag                            |                                    |
| 2020       | Niet gehouden                                    | Niet gehouden                      | Niet gehouden                      | Niet gehouden                      | Niet gehouden                      | Niet gehouden                      |
| 2021       | Afgelast vanwege de coronapandemie               | Afgelast vanwege de coronapandemie | Afgelast vanwege de coronapandemie | Afgelast vanwege de coronapandemie | Afgelast vanwege de coronapandemie | Afgelast vanwege de coronapandemie |
| 2022       | Sébastien Buemi Brendon Hartley Ryō Hirakawa     | Toyota Gazoo Racing                | Toyota GR010 Hybrid                | 6:01:23                            | Verslag                            |                                    |
| 2023       | Mike Conway Kamui Kobayashi José María López     | Toyota Gazoo Racing                | Toyota GR010 Hybrid                | 6:01:17                            | Verslag                            |                                    |
| 2024       | Kévin Estre André Lotterer Laurens Vanthoor      | Porsche Penske Motorsport          | Porsche 963                        | 6:00:32                            | Verslag                            |                                    |